# Малый Гок
Малый Гок (Малый Го) — река в России, протекает по Ставропольскому краю. Устье реки находится в 173 км от устья Егорлыка по правому берегу. Длина реки — 62 км, площадь водосборного бассейна — 363 км².

## Данные водного реестра
По данным государственного водного реестра России относится к Донскому бассейновому округу, водохозяйственный участок реки — Егорлык от Новотроицкого гидроузла и до устья, речной подбассейн реки — бассейн притоков Дона ниже впадения Северского Донца. Речной бассейн реки — Дон (российская часть бассейна).
Код объекта в государственном водном реестре — 05010500612107000017055.